# Pass (sportterm)
Een pass in balsporten als voetbal of basketbal is het spelen van de bal naar een medespeler. Een speler passt naar een medespeler om zo zelf de bal niet meer in het bezit te hoeven hebben, maar wel de bal in het bezit van zijn team te houden. Ook kan door een pass beweegruimte gecreëerd worden om zo tot een scoringskans te komen.
Daar waar in het begin van de twintigste eeuw bij voetbal dribbelen – het al rennend in bezit blijven van de bal, zonder die naar een medespeler te passen – gebruikelijk was en men gewend was aan een dergelijke manier van spelen, verdween deze speelwijze vrij snel. Het maakte plaats voor de speelwijze die nu ook de norm is: door middel van passen richting het doel van de opponent komen. In Latijns-Amerika bleef men nog tot ver in de twintigste eeuw vasthouden aan het dribbelen, maar op Europese velden keerde het niet meer terug als belangrijkste voetbaltechniek. 
Bij het voetbal kan men op drie manieren een pass geven: een korte pass, die meestal gegeven wordt met de binnenkant van de voet om zo accuraat mogelijk te kunnen zijn; een lange pass, die meestal gebruikt wordt in de breedte om zo een medespeler met enige ruimte te bereiken; en een steekpass. Een steekpass vindt plaats wanneer een aanvaller voorbij de laatste of achterste verdedigers loopt en tegelijkertijd de bal langs hen aangespeeld krijgt. Meestal resulteert dit in een situatie waarbij de aanvaller zich direct tegenover de doelman bevindt.